# Retentat
Retentat (von lateinisch retinere = zurückhalten) ist ein Fachbegriff in der Membrantechnik. Als Retentat wird das Fluid bezeichnet, das beim Trennprozess von der Membran zurückgehalten wird. Das Gegenteil eines Retentates bezeichnet man als Permeat (von lateinisch permeabilis).
Bei der Membranfiltration werden niedermolekulare Stoffe und hochmolekulare Stoffe voneinander getrennt. Hierbei wird das die Membran durchdringende Produkt als Permeat bezeichnet und das zurückbehaltene Produkt als Retentat. Als Alternative ist hier auch das Wort Konzentrat gebräuchlich. Membranfiltrationsanlagen kommen zum Beispiel in der Lebensmittelindustrie und der Abwasserbehandlung zum Einsatz.